# Pasquale Lolordo
Pasquale Lolordo, detto Patsy (Siculiana, 1887 – Chicago, 8 gennaio 1929), è stato un mafioso italiano.
Pasquale Lolordo è stato uno dei più potenti mafiosi Italoamericani di Chicago degli anni '20, socio di Al Capone e capo dell'Unione Siciliana, nonché uno dei principali contrabbandieri di alcol della città di Chicago e parte dell'Illinois.

## Biografia
Nato nel   1887, a  Siculiana  in provincia di Agrigento, Lolordo succede a Antonino Lombardo (sostenuto da Al Capone) alla presidenza dell'Unione Siciliana quando Lombardo viene ucciso il 7 settembre 1928 dai killer di Joe Aiello per essersi rifiutato di cedere la presidenza dell'Unione; resta ferito anche Joseph Lolordo, fratello di Pasquale e guardaspalle di Lombardo, mentre rimane ucciso l'altro guardaspalle Joseph Ferraro. Lolordo era stato uno dei pupilli di Mike Merlo il potentissimo e rispettato capo dell'Unione morto per cause naturali nel 1924.
Pasquale Lolordo era stato uno dei fermati dalla polizia nel corso di un incontro tra mafiosi siciliani che si era svolto nel dicembre del 1928 presso l'Hotel Statler di Cleveland; assieme a Joseph Giunta, i due rappresentavano la delegazione della famiglia di Chicago. Appena un mese dopo, la sera dell'8 gennaio 1929, Lolordo viene assassinato a casa sua mentre stava brindando con alcuni amici di cui si fidava, il quale in realtà erano passati segretamente dalla parte di Joe Aiello. Quest'ennesimo omicidio ruppe l'instabile tregua che si era formata tra le forze di Capone e quelle di Aiello, insanguinando di nuovo la città di Chicago con decine e decine di omicidi.